# Jiagedaqi

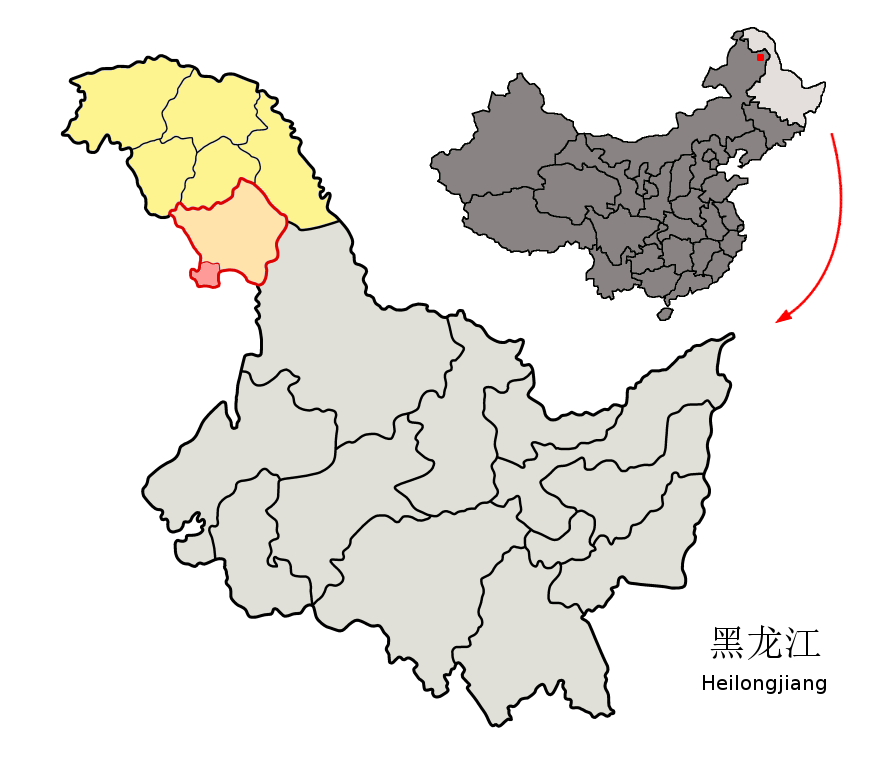
Lage von Jiagedaqi im Regierungsbezirk Großes Hinggan-Gebirge (gelb)

Der Unterbezirk Jiagedaqi (加格达奇区,  Jiāgédáqí Qū) ist ein Unterbezirk des Regierungsbezirks Großes Hinggan-Gebirge der Provinz Heilongjiang. Er liegt auf dem Gebiet des Oroqenischen Autonomen Banners in der Inneren Mongolei. Er hat eine Fläche von 1.362 Quadratkilometern und zählt 137.105 Einwohner (Stand: Zensus 2020).